# بطولة الأمم الخمس 1922
بطولة الأمم الخمس 1922 (بالإنجليزية: 1922 Five Nations Championship)‏ هو الموسم 35 من  بطولة الأمم الخمس. كان عدد الأندية المشاركة فيه  5، وفاز فيه منتخب ويلز الوطني لاتحاد الرغبي.